# 圣尼古拉教堂 (塔林)

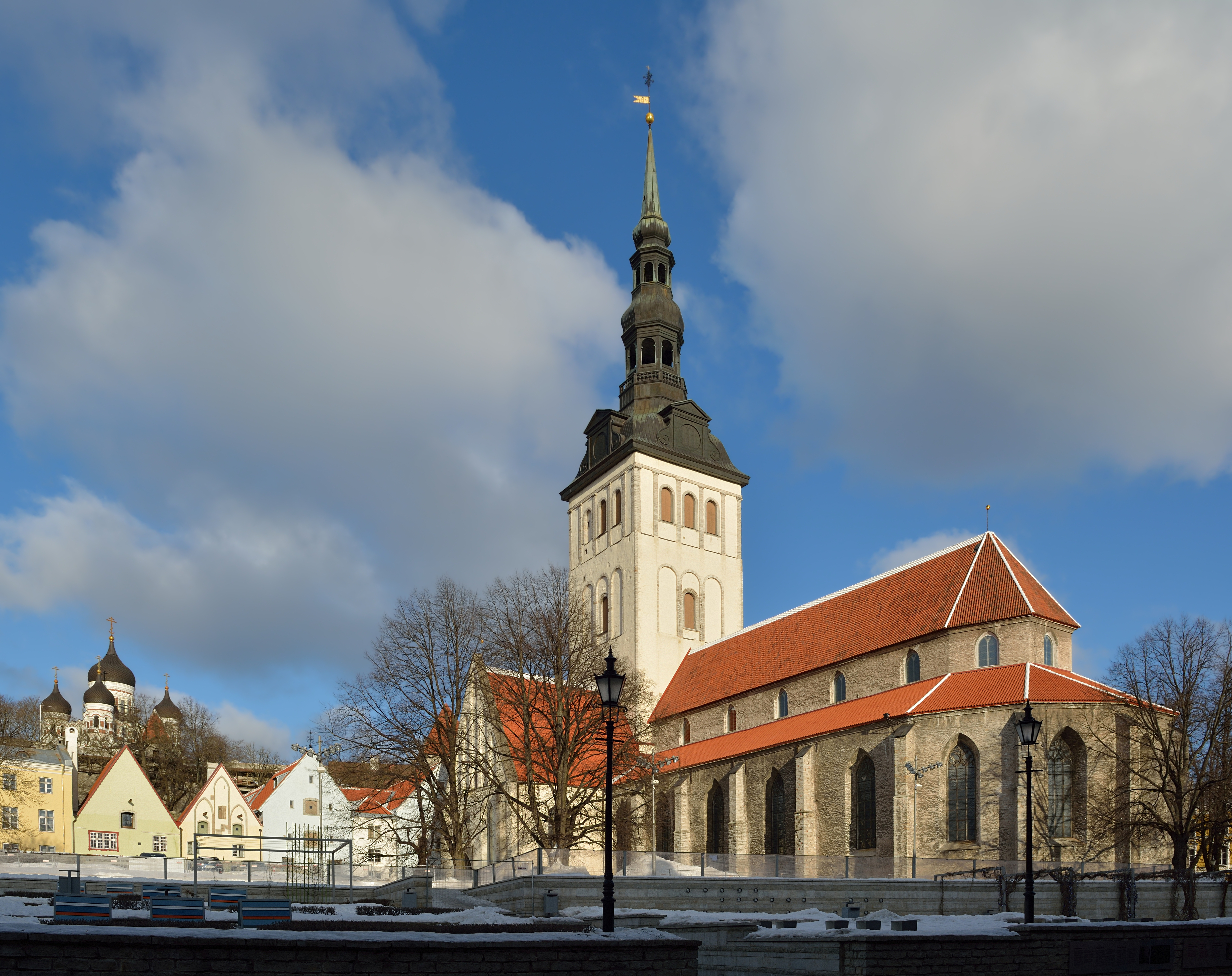
塔林圣尼古拉教堂

塔林圣尼古拉教堂是爱沙尼亚首都塔林的一座中世纪教堂，位于主教座堂山的山脚下，主保圣人是圣尼古拉，他是渔民和水手的主保圣人。教堂始建于13世纪，二战中部分被苏联炸毁。恢复后用作美术馆和音乐厅。

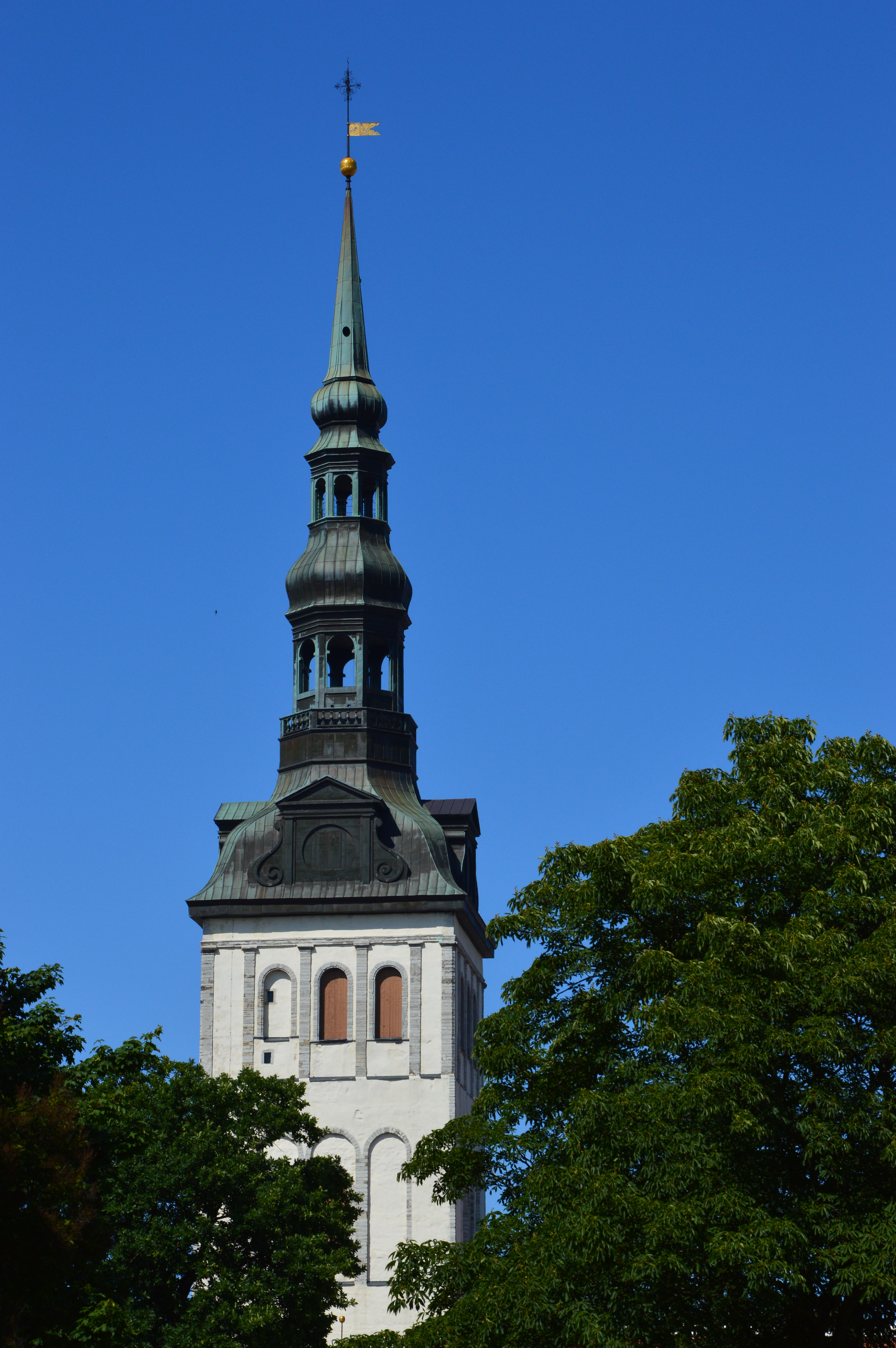
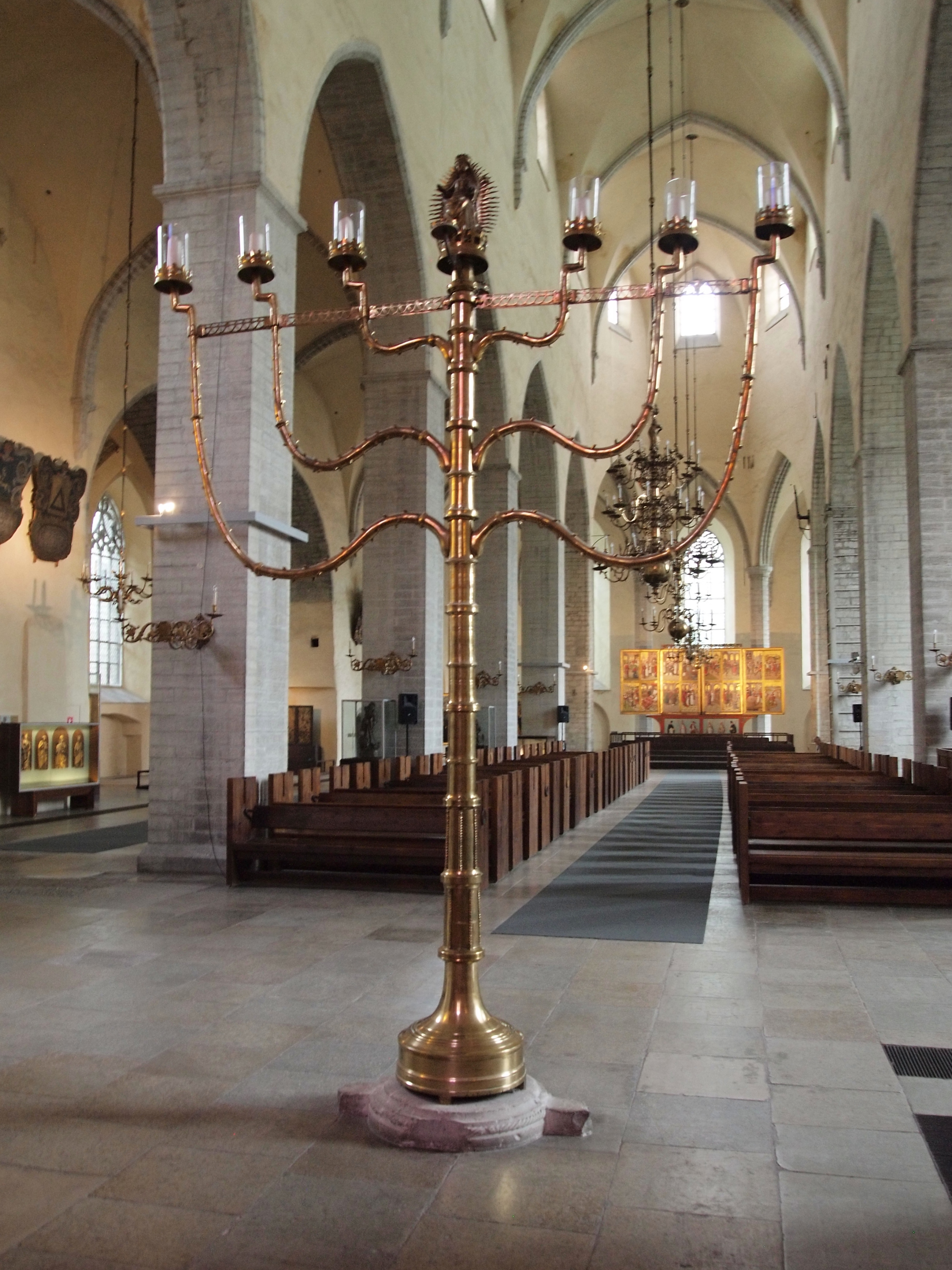
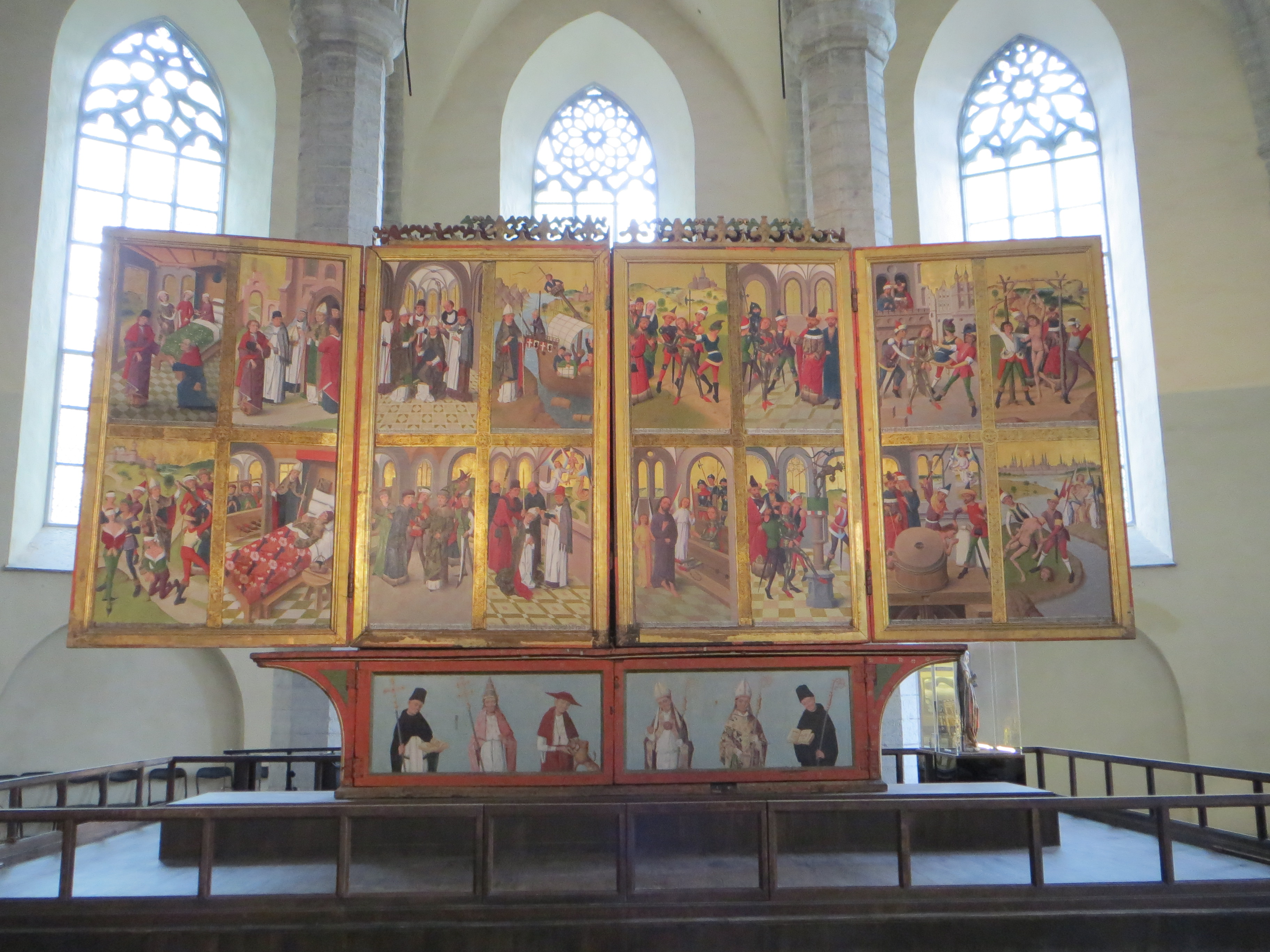

59°26′9.32″N 24°44′33.92″E / 59.4359222°N 24.7427556°E